# ستيفن بلاكمور
ستيفن بلاكمور (بالإنجليزية: Stephen Blackmore)‏ هو عالم نبات بريطاني، ولد في 30 يوليو 1952.